# Francine Jones
 (juillet 2025).
Motif : personnage secondaire jamais analysé par des sources secondaire, l'article adopte le point de vue interne de la série télévisée, il devrait être transféré dans un fandom.
- Archive Wikiwix
- Bing
- Cairn
- DuckDuckGo
- E. Universalis
- Gallica
- Google
- G. Books
- G. News
- G. Scholar
- Persée
- Qwant
- (zh) Baidu
- (ru) Yandex
- (wd) trouver des œuvres sur Wikidata

| 1. | Préciser le motif de la pose du bandeau. | Précisez le motif de la pose du bandeau en utilisant la syntaxe suivante : {{admissibilité à vérifier\|date=juillet 2025\|motif=remplacez ce texte par le motif}}                   |
| 2. | Informer les utilisateurs concernés.     | Pensez à avertir le créateur de l'article, par exemple, en insérant le code ci-dessous sur sa page de discussion : {{subst:avertissement admissibilité à vérifier\|Francine Jones}} |

Francine Jones est un personnage fictif dans la série télévisée britannique de science-fiction Doctor Who, créé par le producteur Russell T Davies. Francine est la mère de trois enfants dont Martha Jones et est séparée de son mari Clive Jones,.

## Histoire du personnage
Francine a divorcé de son mari lorsque celui-ci a rencontré une autre femme plus jeune qu'elle.

### Saison 3 (2007)
Lors de l'épisode La Loi des Judoons, Francine n'accepte pas que la petite amie de son ex-mari assiste à l'anniversaire de son fils. Martha a ensuite révélé à sa famille qu'elle se trouvait dans l’hôpital qui a disparu. Mais Annalise, la petite amie de Clive, suggérant que Martha mentait a engendré la colère de Francine et la soirée se termina en dispute pendant que Martha s’éclipsa pour retourner avec le Docteur.
Dans l'épisode L'Expérience Lazarus, Francine appelle Martha pour la prévenir que Tish est passée aux informations et travaille avec Richard Lazarus. Francine assiste à la réception qu'organise Richard Lazarus pour sa machine à rajeunir et rencontre le Docteur qu'elle n'apprécie pas. Pendant la réception, un homme lui fait savoir que le Docteur est une personne dangereuse. Après que Richard Lazarus est arrêté, elle gifla le Docteur et lui demanda de rester loin de sa fille.
Pendant l'épisode Brûle avec moi, Martha appelle Francine lorsque sa vie était menacée pour lui dire qu'elle l'aimait et Francine tenta de savoir où elle était et ce qu'elle faisait. Francine avait mis les téléphones sur écoute avec l’assistante d'Harold Saxon pour piéger le Docteur et ainsi pensa protéger sa fille mais Martha ne divulgua aucun élément et raccrocha.
Lors de l'épisode Que tapent les tambours, Harold Saxon s'est révélé être Le Maître et son assistante a tenté une nouvelle fois avec l'aide de Francine d'attirer Martha dans un piège. Lorsque le plan échoua Francine, Clive et Tish furent enlevés par Harold Saxon. Harold Saxon envoya les Toclafane décimer la terre et Francine réalisa son erreur.
Pendant le dernier épisode de la saison 3 Le Dernier Seigneur du temps, Francine et sa famille sont pris au piège et sont assiégés au rang de serviteur. Ils tenteront avec Jack Harkness d'aider le Docteur en vain. Lorsque le Docteur arrêtera Saxon, Francine essayera de le tuer mais le Docteur la convainc de ne pas le faire. Après que le temps a été restauré, elle est l'une des rares à se souvenir des événements. Lorsque Martha a quitté le docteur, Francine a montré sa reconnaissance à celui-ci.

### Saison 4 (2008)
Francine réapparaît dans La Terre volée quand sa fille utilise son ordinateur pour communiquer avec des amis du docteur pour trouver un plan et sauver la Terre.
Dans La fin du voyage Francine supplie  Martha de rester avec elle et de ne pas se rendre en Allemagne mais sa fille ne l'écoute pas. Une fois la Terre revenue, Francine sort et, heureuse, profite du soleil.

## Liste des apparitions

### Épisodes TV deDoctor Who[3][2]
- 2007 : La Loi des Judoons
- 2007 : L'Expérience Lazarus
- 2007 : Brûle avec moi
- 2007 : Que tapent les tambours
- 2007 : Le Dernier Seigneur du temps
- 2008 : La Terre Volée
- 2008 : La Fin du Voyage